# Домодедовская (станция метро)
«Домоде́довская» — станция Замоскворецкой линии Московского метрополитена. Расположена между станциями «Орехово» и «Красногвардейская». Находится на территории района Орехово-Борисово Южное (выходы из подземных переходов ведут также в район Орехово-Борисово Северное) Южного административного округа города Москвы.

## История
Станция открыта 7 сентября 1985 года в составе участка «Орехово» — «Красногвардейская», после ввода в эксплуатацию которого в Московском метрополитене стало 128 станций. Через несколько дней была закрыта из-за гидротехнических проблем. Вновь открыта в декабре 1985 за несколько дней до нового года.
29 марта 2020 года из-за ситуации с пандемией коронавируса руководство Московского метрополитена временно переименовало станцию в «ДомаДедовскую», чтобы напомнить, что нужно оставлять дома своих пожилых близких.

## Техническая характеристика
Конструкция станции — колонная трёхпролётная мелкого заложения (глубина заложения — 9,5 метра). Сооружена по типовому проекту из сборных унифицированных железобетонных конструкций. На станции два ряда по 26 колонн. Шаг между колоннами — 6,5 метра.

## Оформление
Художественное оформление станции посвящено гражданской авиации. Колонны облицованы белым и серым полосатым мрамором. Путевые стены облицованы серым полосатым мрамором, на полу выложен геометрический орнамент из лабрадорита и серого гранита. На путевых стенах — четыре панно из меди (3×5 метров), изображающие летящие самолёты (художник М. Н. Алексеев).

## Вестибюли и пересадки
У станции имеется два подземных вестибюля. К северному вестибюлю с платформы ведут лестница и эскалаторы, к южному вестибюлю — общая лестница. Выход в город осуществляется по подземным переходам на Каширское шоссе, Ореховый бульвар, улицу Генерала Белова.

## Станция в цифрах
- Код станции — 021.
- В марте 2002 года пассажиропоток составлял: по входу — 78,6 тысячи человек, по выходу — 74,8 тысячи человек[3].
- За счёт крупного пересадочного узла возле станции она является одной из самых загруженных на Замоскворецкой линии. В 2010 году пассажиропоток по входу составлял 118,5 тыс.чел./сутки; по выходу — 108,8 тыс.чел./сутки
- Время открытия станции в 5 часов 40 минут, время закрытия станции для входа пассажиров в 1 час ночи[4].
- Таблица времени прохождения первого поезда через станцию[5]:

| По чётным числам                      | Будние дни | Выходные дни |
| По нечётным числам                    | Будние дни | Выходные дни |
| В сторону станции «Орехово»           | 05:42:00   | 05:44:00     |
| В сторону станции «Орехово»           | 05:47:00   | 05:49:00     |
| В сторону станции «Красногвардейская» | 05:53:00   | 05:56:00     |
| В сторону станции «Красногвардейская» | 05:46:00   | 05:51:00     |

## Галерея

Панно на путевой стене. 2022 год.
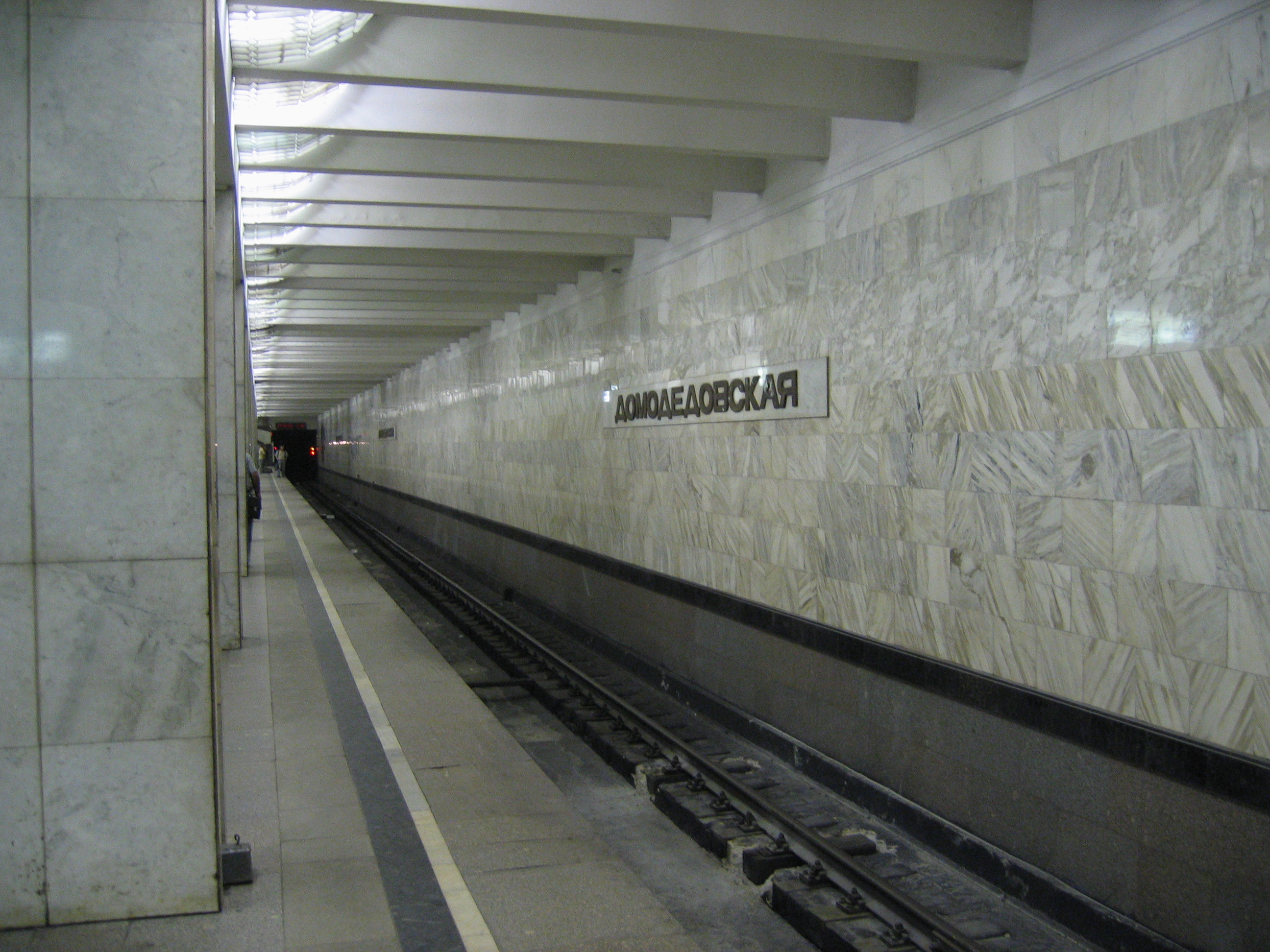
Посадочная платформа. 20 мая 2007 года.
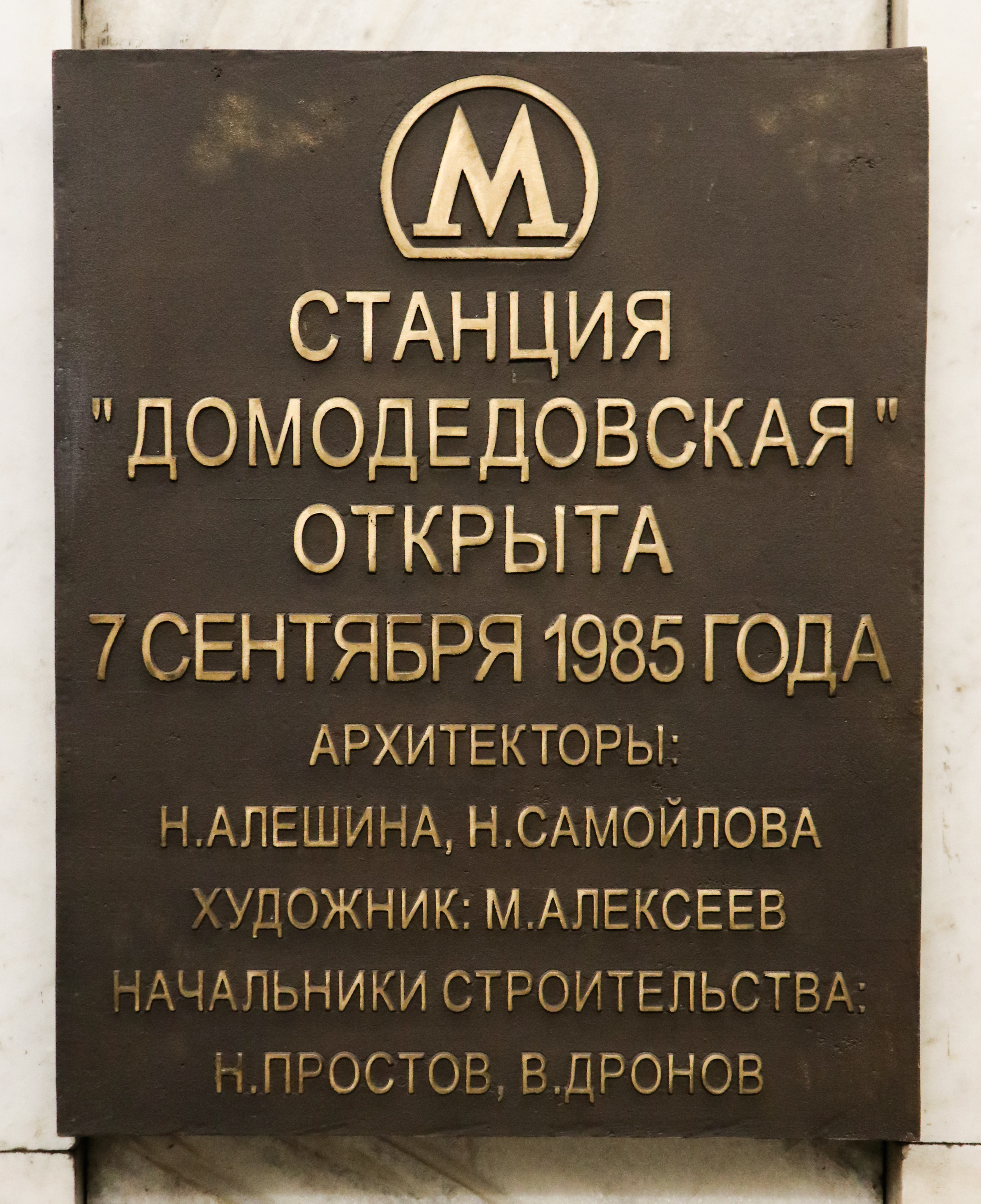
Табличка-вывеска. 19 мая 2020 года.
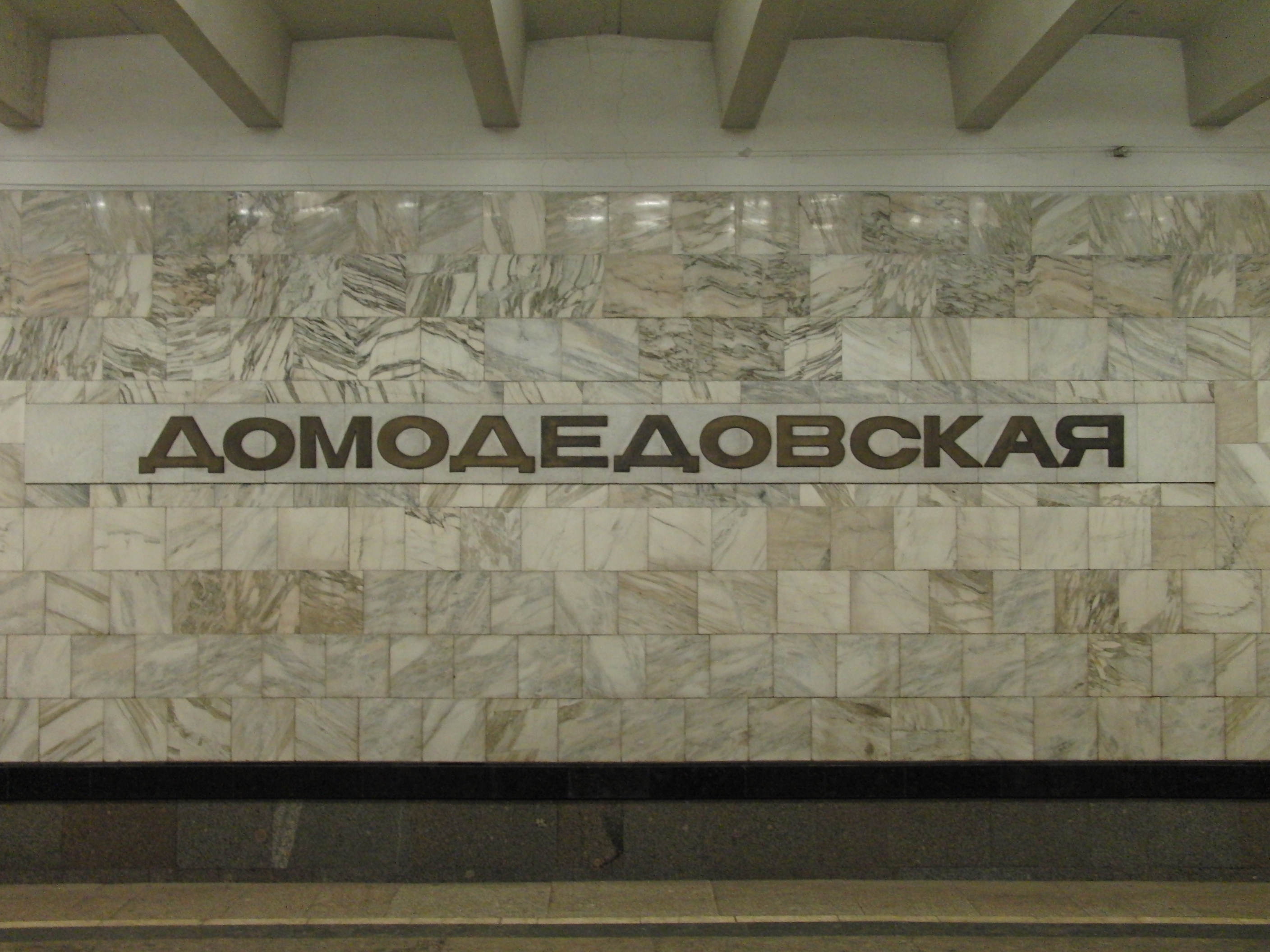
Название станции на путевой стене.

## Наземный общественный транспорт

### Городской
На этой станции можно пересесть на следующие маршруты городского пассажирского транспорта:
- Автобусы: м78, е85, с795, с810, с819, 826, 828, 837, 858, с867, 887, н5

### Областной
На этой же станции можно пересесть на областные автобусные маршруты:

308, 355, 356, 364, 367, 404, 420, 433, 439, 466, 471, 504, 505, 508, 593к, а также на экспресс-маршрут 1185 до аэропорта Домодедово.